# Liên đoàn bóng đá Kosovo
Liên đoàn bóng đá Kosovo (FFK) (tiếng Albania: Federata e Futbollit të Kosovës; tiếng Serbia: Фудбалски савез Косова) là tổ chức quản lý và điều hành các hoạt động bóng đá ở Kosovo, FFK quản lý đội tuyển bóng đá quốc gia Kosovo, FFK là thành viên của Liên đoàn bóng đá thế giới (FIFA) và Liên đoàn bóng đá châu Âu (UEFA).
Liên đoàn bóng đá Kosovo thành lập năm 1946 như một phần của Hiệp hội bóng đá Nam Tư. Đến ngày 4 tháng 5 năm 2016, Liên đoàn bóng đá Kosovo gia nhập UEFA và 10 ngày sau thì gia nhập FIFA.